# Lahko kolesno oklepno vozilo
Lahko kolesno oklepno vozilo (kratica LKOV)  je vrsta kolesnega vojaškega oklepnega vozila, ki ima glede na tank tanjši oklep (tako lahko zadrži velikokalibrske naboje mitraljezev, ne pa tudi topovskih granat) in manjše kalibrsko orožje. Po navadi tako osnovno oborožitev predstavlja mitraljez 12,7 mm, večina pa lahko sprejme tudi topove (najosnovnejši 25 mm verižni top; obstajajo pa tudi vozila s pravim tankovskim topom 90 mm).
Zaradi boljšega preživetja na bojišču so LKOVi po navadi opremljeni tudi z lanserji protioklepnih raket, s čimer postanejo enakovreden nasprotnik tankom.
Primeri takih vozil so: LKOV Valuk, LKOV Krpan, Patria AMV,...